# Société tunisienne de l'électricité et du gaz
Ne doit pas être confondu avec Steg.
La Société tunisienne de l'électricité et du gaz (arabe : الشركة التونسية للكهرباء و الغاز) ou STEG est une société tunisienne de droit public à caractère non administratif. Créée en 1962, elle a pour mission la production et la distribution de l'électricité et du gaz naturel sur le territoire tunisien.
La STEG est la deuxième plus grande entreprise tunisienne par son chiffre d'affaires en 2012.

## Historique
Jusqu'en août 1959, l'industrie électrique tunisienne est répartie entre huit sociétés différentes. Ayant décidé de prendre provisoirement en charge ces sociétés, l'État tunisien place, le 15 août 1958, un comité de gestion à la tête de l'une de ces sociétés connue sous le nom de Compagnie tunisienne d'électricité et transports. Par le décret-loi no 62-8 du 3 avril 1962, l'État met fin à cette situation en créant un monopole public confié à la STEG.
Peu après, une politique d'électrification est mise en place qui, en une quarantaine d'années, fait passer le taux d'électrification urbain de 20 % à près de 100 % et le taux d'électrification rural de 6 % à 99 %.

## Activités

### Production

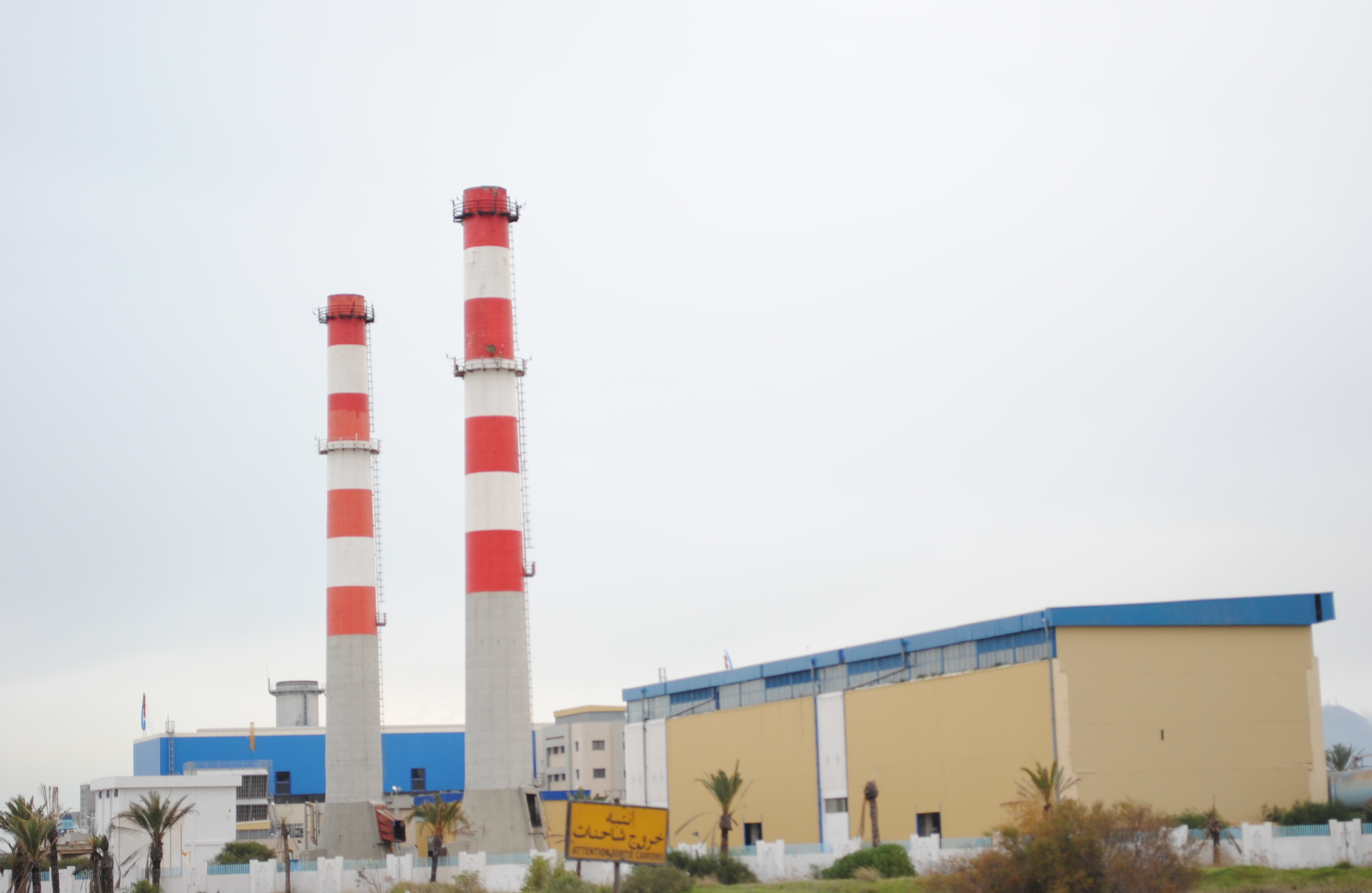
Centrale électrique thermique de La Goulette.

La STEG dispose en 2011 d'un parc de production composé de 24 unités de production d'une capacité totale de 3 526 MW, alimentées à 82 % par le gaz naturel.
Par rapport aux choix technologiques utilisés dans les centrales, voici le tableau de répartition :
- thermique vapeur (40,1 %) ;
- cycle combiné (29,2 %) ;
- turbine à gaz (28,2 %) ;
- hydraulique (2,1 %) ;
- éolienne (2 % en 2010).

Alstom Power est successivement chargée de la construction des centrales à cycle combiné de la STEG, à Sousse (1994), Radès (2001) et Ghannouch (2011),.

#### Éolienne
La STEG exploite par ailleurs dans le cap Bon le parc éolien de Sidi Daoud, dont la seconde extension est achevée en 2008. La société espagnole Gamesa, spécialisée dans la production de l'énergie éolienne, signe un contrat avec la STEG en 2009 pour la fourniture de 91 turbines d'éoliennes. 46 d'entre elles sont installées dans la région d'El Alia et de Metline, le reste à Kechabta dans le gouvernorat de Bizerte ; le coût prévisionnel de cette opération s'élève à 360 millions de dinars. L'entrée en service de ces deux parcs, prévue pour fin 2009, est repoussée à septembre 2012.

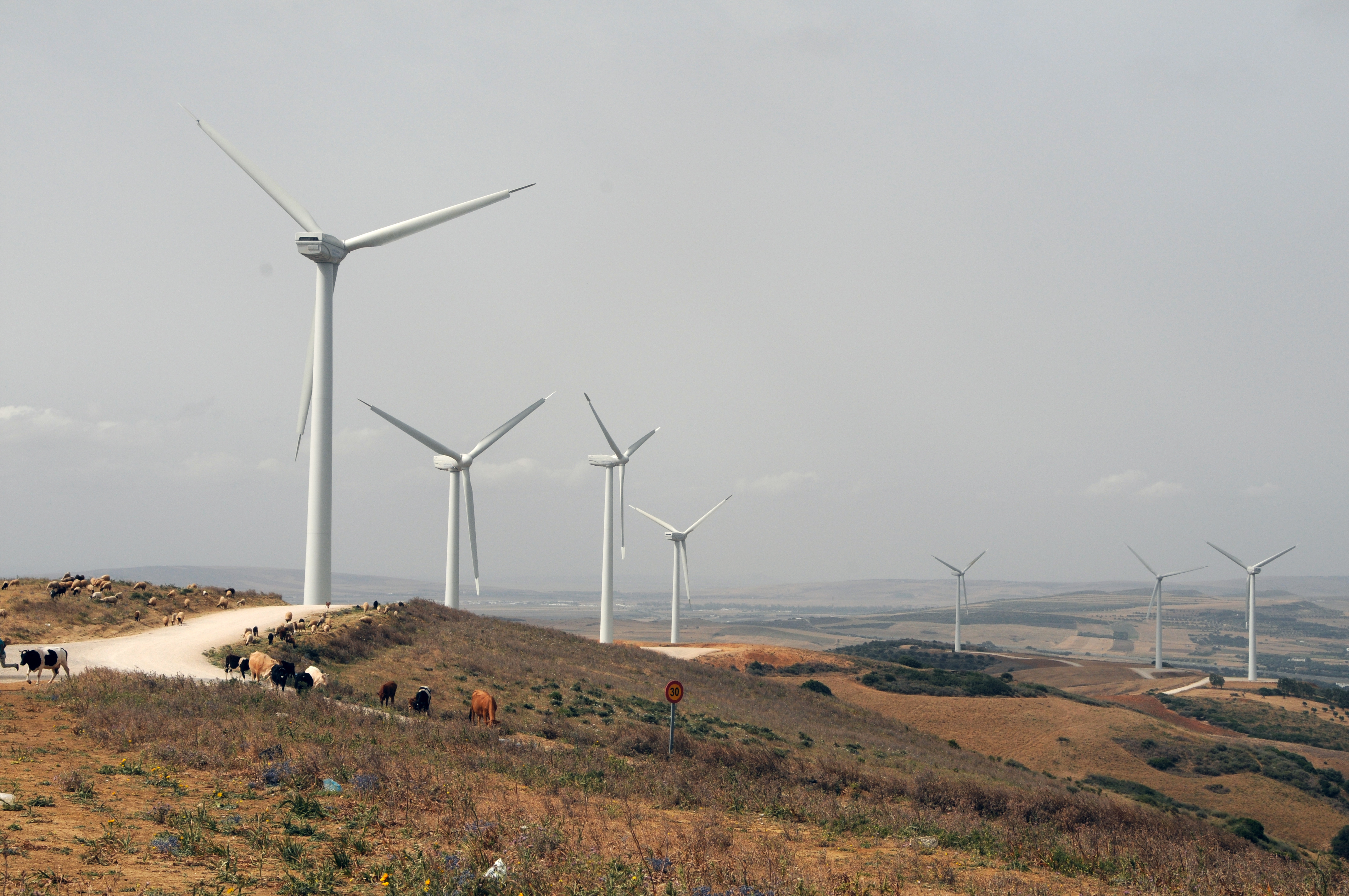
Parc éolien sur les hauteurs d'El Alia.

Le coût effectif du projet, composé de 143 éoliennes réparties sur les deux sites, d'une puissance totale de l'ordre de 190 MW, s'élève à 580 millions de dinars. La tranche d'El Alia, concernée par 37 éoliennes, entre en service le 13 avril 2012 après une période expérimentale ayant commencé le 20 février. Le reste des éoliennes est mis  progressivement en service jusqu'à la fin de 2012. L'entrée en exploitation de ce parc éolien permet de générer 600 GWH d'électricité par an et d'économiser plus de 150 Ktep de combustibles. Grâce à cette nouvelle centrale éolienne, la puissance totale du parc éolien de la STEG se monte à 245 MW, soit 6 % de la capacité totale du parc de production. Des actes de vandalisme sont commis durant le mois d'octobre 2012 sur plusieurs des tours du site d'El Alia, causant de graves dégâts aux structures et installations et nécessitant l'arrêt total de toutes les éoliennes du site ainsi que de celui de Kechabta. 

#### Solaire
La STEG se penche sur la maîtrise et l'introduction de l'énergie solaire en Tunisie. Elle développe trois axes : 
- Solaire photovoltaïque : Cette énergie existe en Tunisie depuis le début des années 1980 ; la première centrale photovoltaïque en Tunisie est implantée près de Siliana avec une capacité de 30 kWc soit 40 MWh par an. Pour la période 2009-2010, la STEG prévoit l'installation de 3 000 kWc de toits solaires photovoltaïques. Entre 2011 et 2014, les efforts seront étendus en vue de l'installation de 10 000 kWc de toits solaires[15].
- Solaire thermodynamique : La STEG projette de réaliser une centrale thermo-solaire de 25 MW à l'horizon 2014[16].
- Solaire thermique : La surface totale installée de chauffe-eau solaire avoisine les 442 000 m2 en 2010. Ce secteur est fortement subventionné par l'État, la STEG jouant un rôle actif dans la mise sur le marché du chauffe-eau solaire ; elle sécurise tant le fournisseur que le bailleur de fonds en simplifiant les formalités pour le client et en lui permettant de profiter de paiements échelonnés[17].

Pour développer les énergies éoliennes et solaires, la STEG crée en 2010 une filiale spécialisée : STEG énergies renouvelables.

#### Nucléaire
Lors du Conseil des ministres du 3 novembre 2006, le président Zine el-Abidine Ben Ali charge la STEG d'entamer les études relatives au « développement de l'électricité au moyen de l'énergie nucléaire » ; le projet prévoit la construction d'une centrale nucléaire d'une capacité de 900 MW dont l'entrée en fonction interviendrait à l'horizon 2020. Une cellule sur le sujet existait cependant à la STEG depuis la fin des années 1970 mais était placée en sommeil.

### Transport
La STEG gère le transport de tout le réseau national électrique qui comporte 73 postes HT, 5 593 kilomètres de lignes HT, cinq lignes d'interconnexion avec l'Algérie et deux lignes d'interconnexion avec la Libye.
Pour le gaz naturel, la STEG dispose de 2 100 kilomètres (sans le transtunisien) pour le transport inter-régional.

### Distribution
La STEG exploite un réseau électrique de près de 138 798 kilomètres (2008) de lignes moyenne et basse tension. En 2011, le nombre des clients au réseau électrique est évalué à 3,3 millions ; la production électrique annuelle est estimée à 11 902 GWh. Pour la distribution du gaz, la société dispose de 9 500 kilomètres qui permettent d'approvisionner treize centrales électriques, 576 unités industrielles, 468 331 ménages et 312 hôtels.

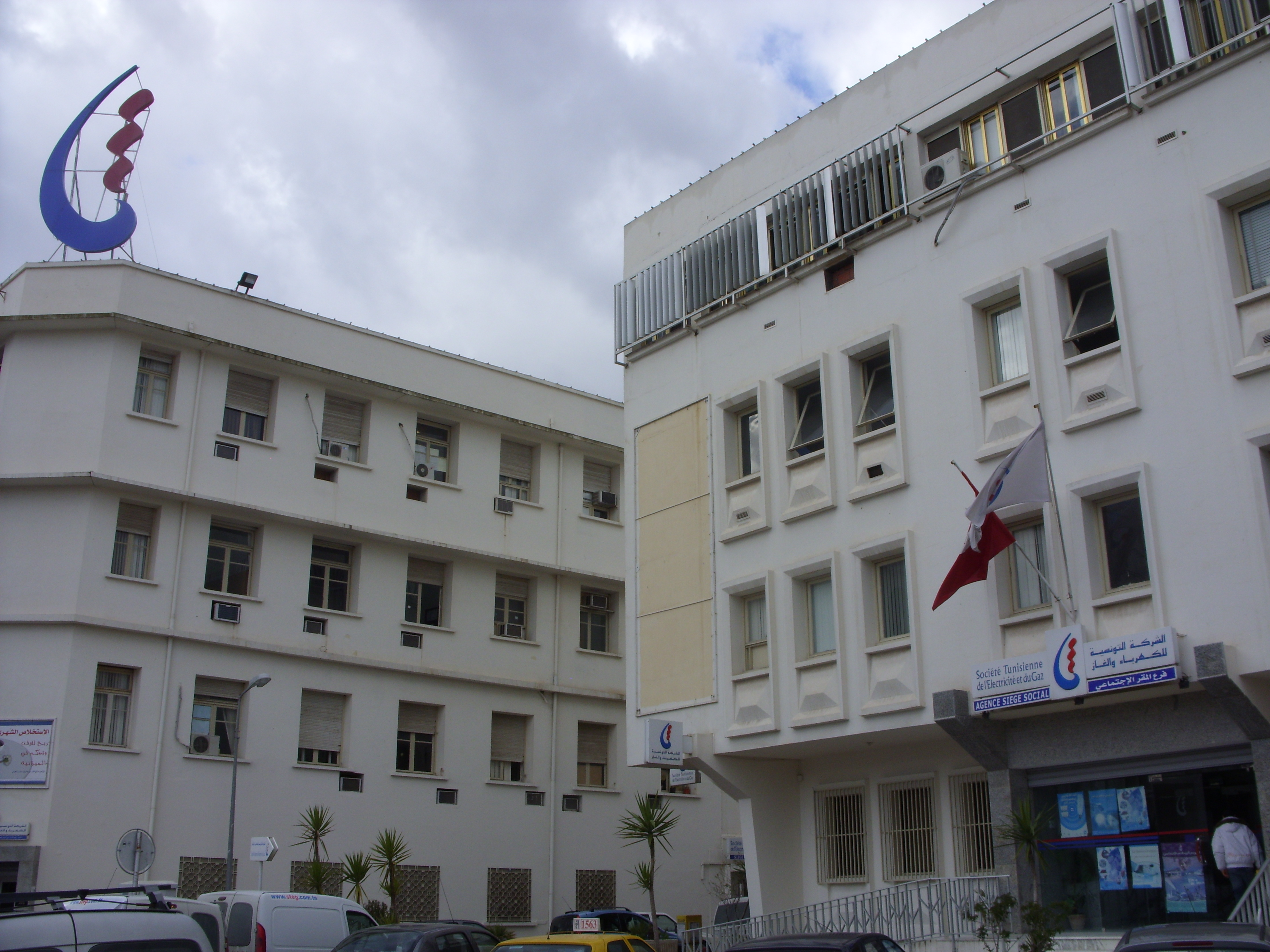
Siège de la STEG.

La STEG entretient ses relations avec ses clients à travers 38 districts et 90 agences. Elle collecte par ailleurs des impôts pour le compte de l'État, soit la redevance pour la radio et la télévision et la taxe municipale.

### Coopération internationale
La STEG crée, en octobre 2006, une filiale intitulée STEG International Services (SIS). SIS, se basant sur l'expérience et le savoir-faire de la STEG, vise des marchés potentiels sur le plan local, mais également et surtout en Afrique et dans les pays arabes du Moyen-Orient.
SIS réalise dès son premier exercice en 2007 un chiffre d'affaires de 3,2 millions de dinars, dont 80 % à l'exportation, chiffre qu'elle quadruple dès la fin du premier semestre 2008. Elle parvient à gagner la confiance d'un certain nombre d'entreprises d'électricité et de gaz en Afrique subsaharienne. On peut citer parmi les pays où SIS est intervenue : Djibouti, Comores, Yémen, Tchad, Rwanda et, en cours de négociation, le Cameroun pour un projet d'une valeur de 70 millions de dinars.

## Résultats
En 2008, le résultat net affiche un déficit de 17,99 millions de dinars contre un bénéfice de 11,633 millions l'année précédente. La hausse du prix du pétrole a ainsi fait passer la facture combustible de 1,441 milliard de dinars à 2,315 milliards, soit un accroissement de 61 %, mais la croissance du chiffre d'affaires se monte tout de même à 24 %, atteignant 1,88 milliard de dinars.
| Année              | 2014 | 2015 | 2016 | 2017 | 2018 | 2019 | 2020 |
| ------------------ | ---- | ---- | ---- | ---- | ---- | ---- | ---- |
| Chiffre d'affaires | 3,74 | 3,81 | 3,75 | 4,07 | 4,53 | 5,47 | 5,28 |